# Utricularia albocoerulea
Utricularia albocoerulea — вид рослин із родини пухирникових (Lentibulariaceae).

## Середовище проживання
Ендемік центрально-західної Індії (Західні Гати); на висотах до 1300 метрів.
Зростає на вологому ґрунті та на вологих скелях, лише на великих висотах. Він також трапляється у вологих місцях або гравійному латеритному ґрунті на відкритих ділянках пагорбів.

## Загрози
Збільшення туризму та пов'язана з ним діяльність з розвитку загрожує ключовим місцям існування цього виду в його ареалі, спричиняючи втрату придатних місць і деградацію відомих місць.